# William Thornton Mustard
William Thornton Mustard (* 8. August 1914 in Clinton, Kanada; † 11. Dezember 1987 in Naples, USA) war ein kanadischer Arzt und Herzchirurg. 1949 war er einer der ersten, der am „Banting Institut“ eine Operation mit einer mechanischen Herzpumpe und einer biologischen Lunge an einem Hund durchführte. Er entwickelte zwei Operationstechniken, die nach ihm benannt wurden: die „Mustard operation“, welche in der Orthopädie angewandt wird, um Hüftschäden bei an Kinderlähmung Erkrankten zu behandeln, und die „Mustard cardiovascular procedure“ zur Korrektur der Transposition der großen Arterien, eines angeborenen Herzfehlers („Blue-Baby-Syndrom“), die bei tausenden Kindern pro Jahr weltweit angewandt wird.

## Leben
William Mustard wurde als viertes von fünf Kindern der Eheleute James Thornton Mustard und Pearl E. Macdonald geboren. Sein Vater kam 1939 als Passagier bei der Versenkung des britischen Passagierschiffs Athenia ums Leben. 1937 beendete er sein Medizinstudium an der University of Toronto. Es schlossen sich jeweils einjährige Praktika am Toronto General Hospital und in der Chirurgie des Hospital for Sick Children an, bevor er als Stipendiat an das New York Orthopedic Hospital wechselte. Im Jahr 1940 kehrte er nach Toronto zurück und absolvierte dort eine sechsmonatige Ausbildung in den Sektionen Chirurgie, Pneumologie und Neurochirurgie.

## Zweiter Weltkrieg
1941 trat er dem Royal Canadian Army Medical Corps bei, in dem er zu Beginn als First Lieutenant diente und bis in den Rang eines Majors aufstieg. Während des Zweiten Weltkriegs nahm er wiederholt Operationen vor, die Beachtung fanden. So leitete er eine Operation, die dazu beitrug, einem Soldaten Gliedmaßen mit schwer geschädigten Arterien zu erhalten, statt zu amputieren. 1944 nahm er eine Beinoperation an einem Soldaten vor, für die er später mit dem Order of the British Empire ausgezeichnet wurde. 1941 heiratete er Elise Dunbar Howe († 1979), gemeinsam hatten sie sieben Kinder, darunter die Zwillinge Susan und Shirley.

## Arbeit an einem Kinderkrankenhaus
Nach Ende des Zweiten Weltkriegs kehrte Mustard nach Toronto zurück und wurde für sechs Monate Oberarzt am Hospital for Sick Children. Danach wechselte er für ein Jahr an das „New York Orthopedic Hospital“, bevor er 1947 eine Stelle als Chirurg am Hospital for Sick Children antrat. In Baltimore hospitierte er einen Monat bei dem Chirurgen Alfred Blalock. 1957 folgte seine Ernennung zum Leiter der Abteilung für Kardiovaskuläre Chirurgie. 1976 trat Mustard in den Ruhestand.
William Mustard starb 1987 an einem Herzinfarkt.

## Auszeichnungen
- 1975 Verleihung des Gairdner Foundation International Award
- 1976 Order of Canada in der Ordensklasse Officer in Anerkennung seiner Verdienste auf dem Gebiet der Medizin, insbesondere als Herzchirurg von internationaler Bedeutung.[3]
- 1995 Aufnahme in die Canadian Medical Hall of Fame.